# Geer (Belgien)
Geer ist eine Gemeinde in der belgischen Provinz Lüttich. Sie besteht aus den Ortschaften Geer, Boëlhe, Hollogne-sur-Geer, Lens-Saint-Servais, Omal, Darion und Ligney.

## Weblinks

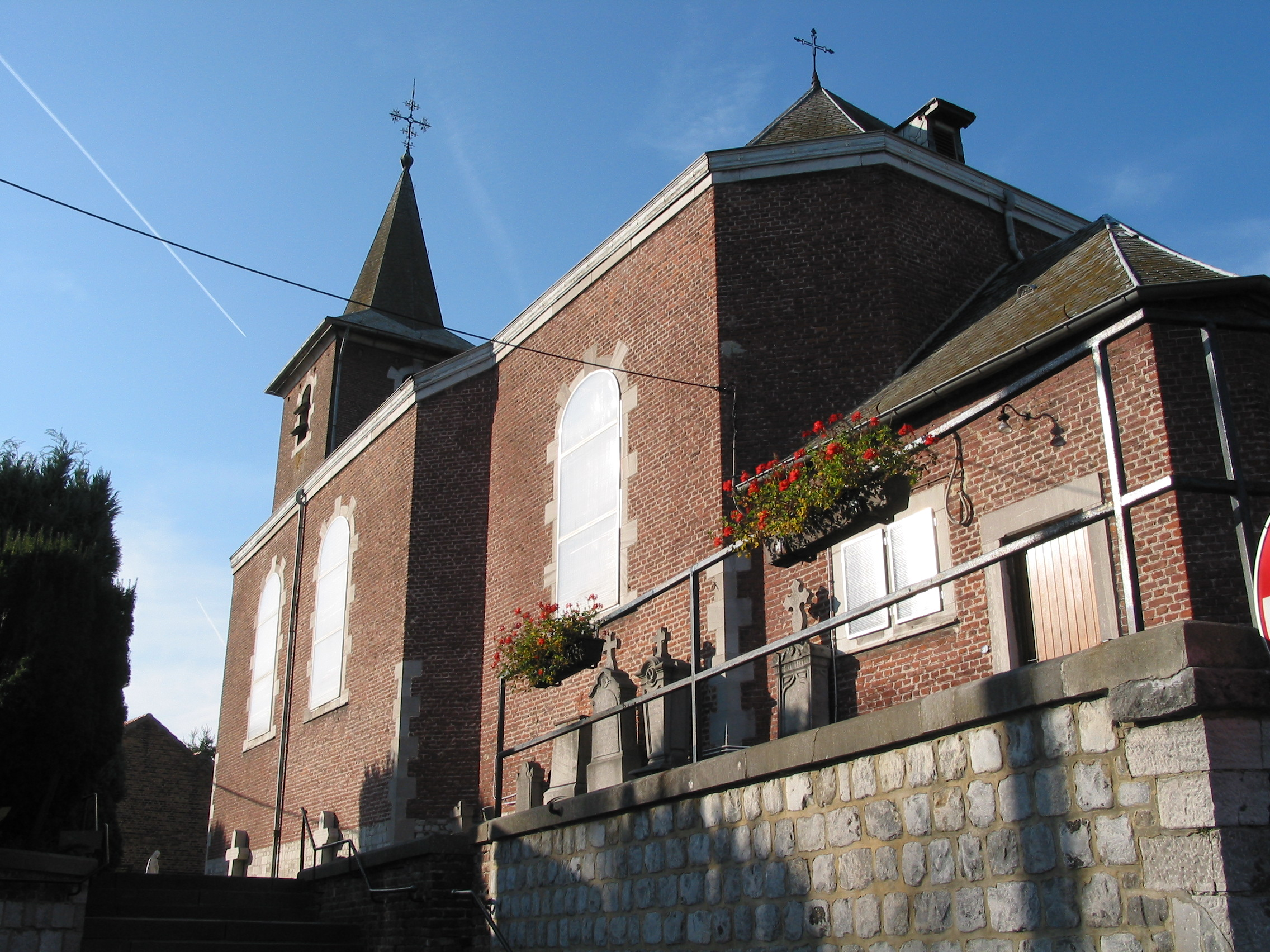
Kirche von Geer
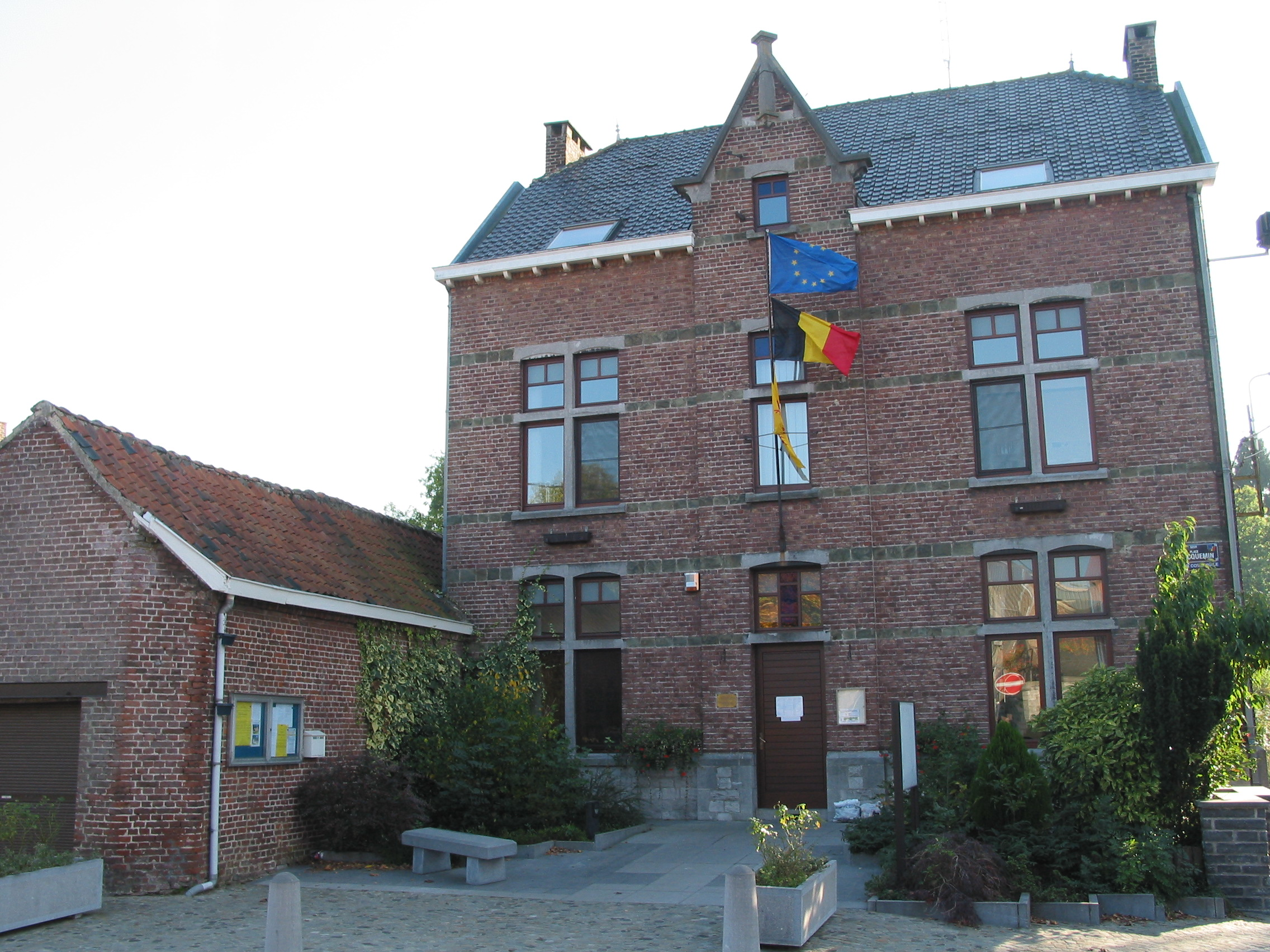
Rathaus
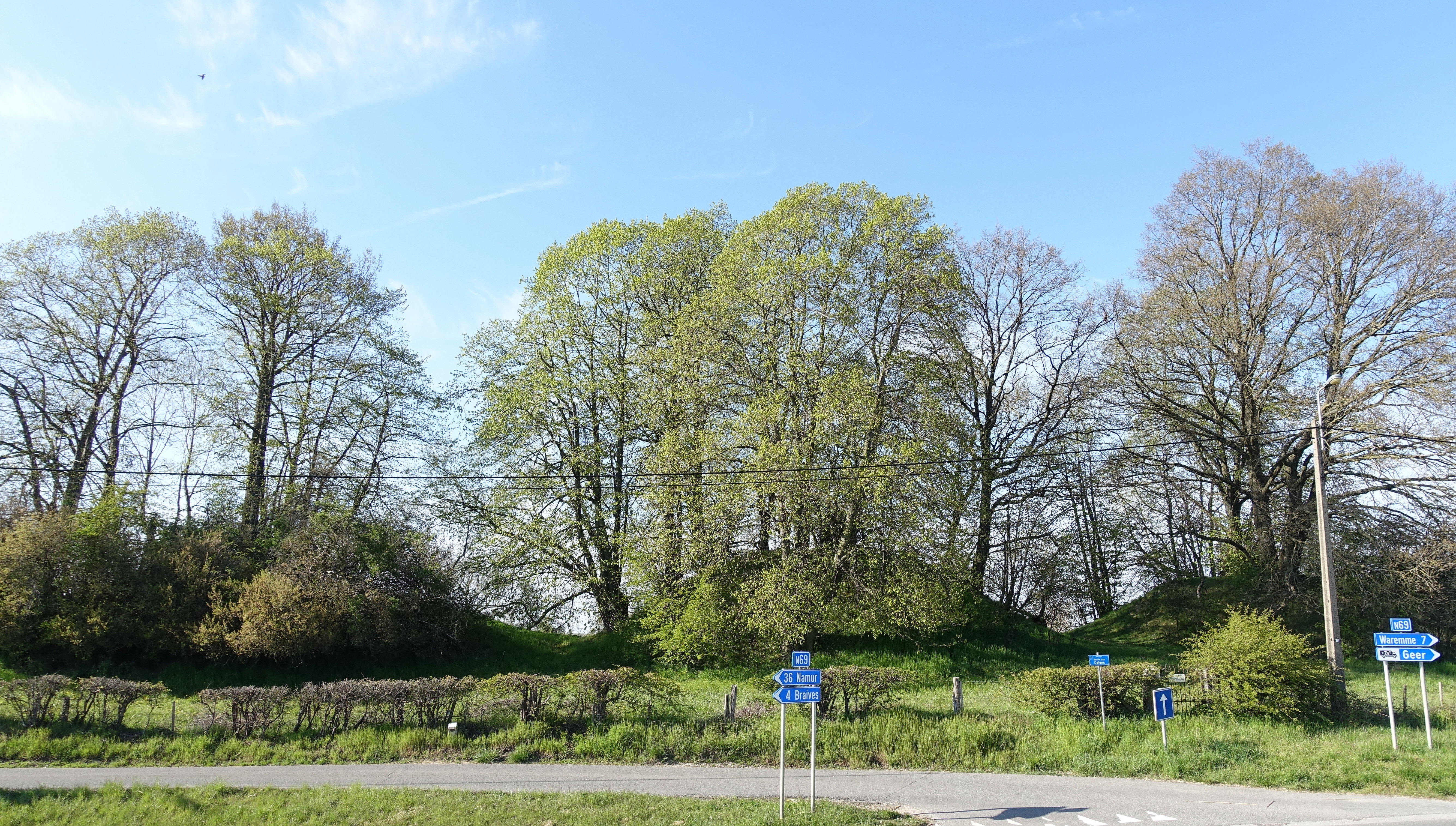
Tumuli von Omal